# Дормілон білобровий
Дорміло́н білобровий (Muscisaxicola albilora) — вид горобцеподібних птахів родини тиранових (Tyrannidae). Мешкає в Андах.

## Опис

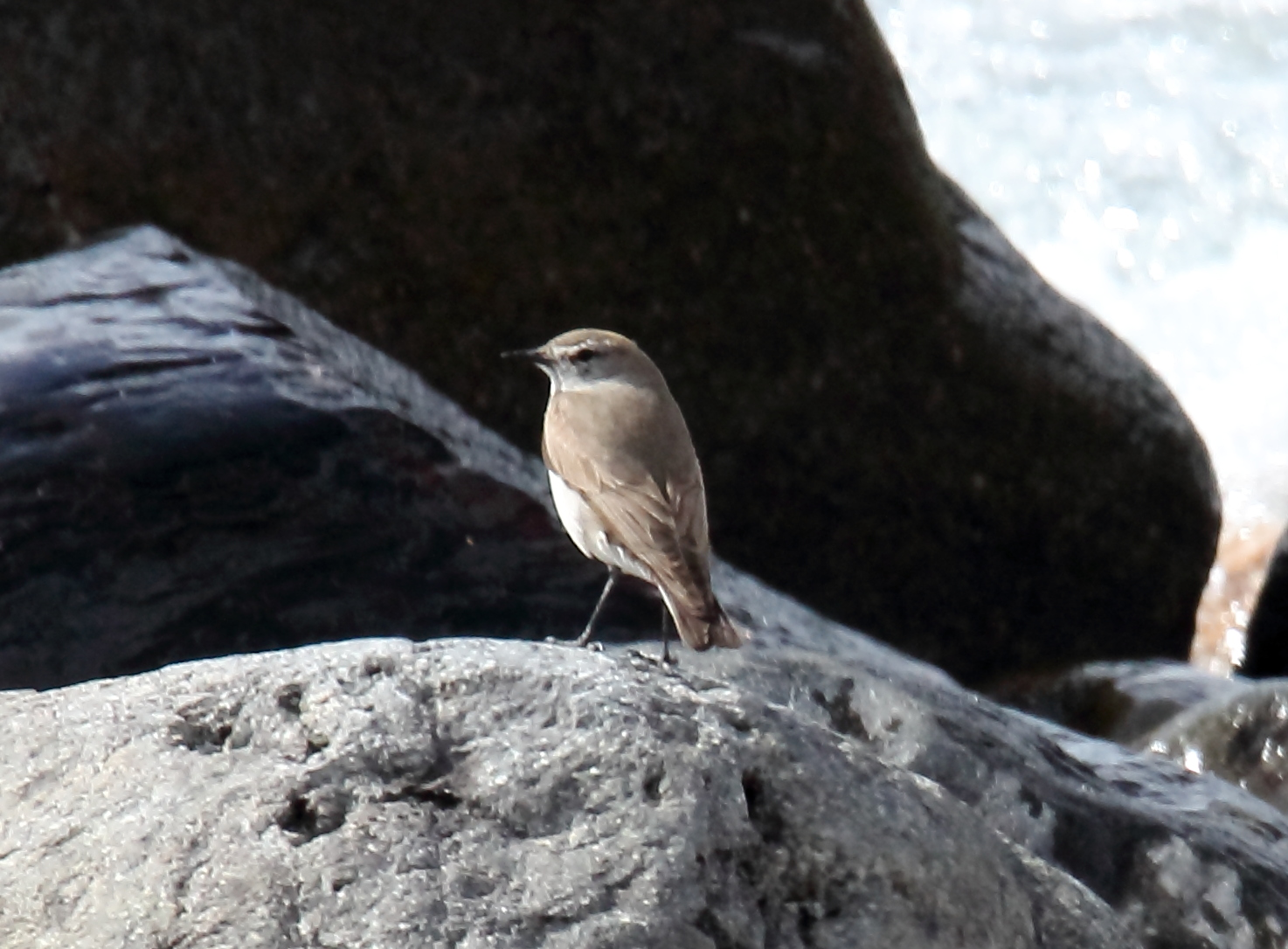
Білобровий дормілон

Довжина птаха становить 17-17,5 см. Голова коричнева. тім'я рудувато-коричневе, над очима білі "брови". Верхня частина тіла коричнева з сіруватим відтінком. Нижня частина тіла сірувата, гузка білувата.

## Поширення і екологія
Білоброві дормілони гніздяться на заході та на південному заході Аргентини та в центрі і на півдні Чилі (від Аконкагуа до Магальянеса). Взимку мігрують на північ, до Болівії, Перу і Еквадору. Вони живуть на скелястих схилах, на високогірних луках, на болотах та поблизу річок. Зустрічаються поодинці, іноді невеликими зграйками, на висоті від 1500 до 4000 м над рівнем моря. Живляться комахами.